# Tintin et le Lac aux requins
Série d'adaptations de Tintin par Belvision
Tintin et le Temple du Soleil
(1969)
Pour plus de détails, voir Fiche technique et Distribution.
Tintin et le Lac aux requins est un long métrage d'animation franco-belge réalisé par Raymond Leblanc, sorti en 1972.
C'est le troisième long métrage d'animation inspiré de la série de bande dessinée Les Aventures de Tintin, mais son scénario ne reprend pas une aventure existante de Tintin car il s'agit d'une histoire originale écrite par Greg, collaborateur de Hergé au sein des studios Hergé. Le film est produit par les studios Belvision, également aux commandes des films d’animation Astérix le Gaulois, Astérix et Cléopâtre, Tintin et le Temple du Soleil et Lucky Luke.
À sa sortie en décembre 1972, le film obtient un certain succès, se classant troisième au box-office belge de l’année, après Le Parrain et Orange mécanique.
Du film est tirée l'année suivante une adaptation en bande dessinée, réalisée par les studios Hergé.

## Synopsis
Tintin et le capitaine Haddock arrivent en Syldavie où ils sont invités chez le professeur Tournesol dans la villa Sprok, au bord du lac Fléchizaff, une étendue d'eau artificielle ayant la réputation d'être maudite.
Les deux amis retrouvent à l'aéroport les détectives Dupond et Dupont, également appelés par Tournesol pour assurer sa protection.
Tous prennent ensuite un avion-taxi pour arriver chez le professeur, mais l'appareil tombe en panne de moteur en plein vol et le pilote saute en parachute. Tintin parvient à prendre les commandes de l'avion pour le poser, non sans heurt car l'appareil finit sa course au bord d'une falaise, c'est alors que deux jeunes Syldaves, Niko et Nouchka, viennent à leur secours et les emmènent chez Tournesol.
Celui-ci leur révèle qu'il vient d'inventer une sorte de photocopieur en trois dimensions, capable de reproduire n'importe quel objet, mais avec l’inconvénient d’une fonte de l’objet. Hélas, cette invention suscite les convoitises du « Grand Requin », personnage maléfique qui veut s'emparer de l'appareil afin de reproduire frauduleusement des œuvres d'art, celles-ci ayant été volées dans des musées et étant stockées dans sa base secrète au fond du lac Fléchizaff. Le Grand Requin s'empare des plans de l'invention de Tournesol, fait enlever Niko et Nouchka et ordonne dans un message enregistré que Tintin vienne lui remettre l'appareil du professeur sous quarante-huit heures, seul et sans prévenir la police s'il veut revoir les deux enfants vivants.
Ayant d'une part découvert une grotte remplie d'œuvres d'art, et d'autre part que madame Vlek, la gouvernante de Tournesol, est une espionne au service du Grand Requin, Tintin se rend compte que lui et ses amis sont placés sous la surveillance constante des hommes du Grand Requin. Profitant du fait que les Dupondt font bouger des mannequins à son effigie ainsi qu'à celle du capitaine, Tintin peut quitter secrètement la villa Sprok dans le but de prévenir la police. Mais les lignes téléphoniques ont été coupées dans les environs.
Tintin croise Bianca Castafiore, qui accepte de le conduire à un poste de police, mais deux sbires du Grand Requin (dont le pilote de l'avion-taxi) en gardent l'entrée. Leur vigilance est pourtant trompée par Igor Wagner, grimé par la Castafiore et Irma pour ressembler au reporter. Tintin parvient ainsi à prévenir le commandant de police de la situation, mais celui-ci lui fait part d'un élément inattendu : le lac Fléchizaff est partagé pour moitié entre les territoires de la Syldavie et de la Bordurie.
Voyageant avec le sous-marin de poche du professeur Tournesol, Tintin regagne la villa deux jours plus tard et expose son plan : il ira seul avec un modèle réduit de l'invention de Tournesol au rendez-vous du Grand Requin, tandis que le capitaine et Milou le suivront discrètement à bord du submersible.
Emmené en sous-marin dans le repaire luxueux du Grand Requin, Tintin découvre que celui-ci n'est autre que Rastapopoulos.
Au même moment, Niko et Nouchka s'évadent et s'enfuient hors de la base dans un char amphibie. Mais Rastapopoulos, pouvant contrôler l'engin à distance, les repère rapidement et découvre la présence du capitaine qu'il fait torpiller aussitôt. Tandis que le sous-marin du capitaine, touché à l'arrière, s'enfonce dans les profondeurs du lac, le char amphibie est récupéré par Rastapopoulos et les enfants sont repris.
Le criminel fait ensuite emprisonner Tintin et s'empresse d'essayer l'appareil de Tournesol, mais la pâte spéciale nécessaire à la copie des objets se met à prendre du volume et finit par engloutir toute une pièce de la base de Rastapopoulos. Furieux, celui-ci fait enfermer Niko et Nouchka dans le même cachot que Tintin, mais il apprend que des bateaux de la police patrouillent à la surface du lac.
Il décide d'inonder son repaire, et il est prévu que l'eau en montant atteigne et fasse se déclencher le détonateur d'une bombe située au plafond de la cellule des trois prisonniers : l'explosion de cette bombe détruira alors l'ensemble de la base, pendant que Rastapopoulos se sera enfui à bord d'un sous-marin. Mais avant de partir, Rastapopoulos charge ses hommes de main d'évacuer les œuvres d'art restantes du repaire vers la grotte que Tintin avait découvert.
Au même moment, le capitaine Haddock parvient à remettre en marche l'hélice de son sous-marin et à remonter à la surface en emmenant malgré lui deux plongeurs de Rastapopoulos.
Haddock retrouve les Dupondt, puis monte avec eux à bord d'un bateau de la police syldave.
Pendant ce temps, Tintin, Niko et Nouchka s'évadent de leur cachot et s'éloignent de la base de Rastapopoulos en nageant sous l'eau juste avant que la bombe n'explose. Aussitôt arrivés à la surface, les fugitifs rejoignent leurs amis à bord du bateau de la police : le commandant leur apprend alors que plusieurs sbires de Rastapopoulos ont été capturés, mais que celui-ci est en passe de réussir à leur échapper car il s'approche furtivement de la zone du lac qui est sous contrôle bordure.
Tintin et Haddock s'empressent de monter dans un canot à moteur pour le rattraper mais ils entraînent les Dupondt empêtrés dans les amarres du bateau et embarqués malgré eux dans une improbable séance de ski nautique. Après avoir libéré et déposé les deux détectives, les deux amis reprennent la poursuite en direction de la zone bordure.
C’est alors que Rastapopoulos, dans son sous-marin en plongée, espère passer discrètement près de récifs pour éviter les postes-frontières. Mais s'il a pris en compte la hauteur de son engin, il a oublié celle du périscope. Le submersible finit par heurter les rochers et sa coque s'en trouve endommagée, l'obligeant à remonter à la surface, et il s'échoue sur un récif près de la côte. Ayant repéré le sous-marin en raison d'une nappe d'huile remontée à la surface, Tintin et le capitaine arrivent sur les lieux et capturent le criminel et son dernier homme de main qui conduisait le sous-marin, avant de les ramener en Syldavie. Ils sont accueillis en héros par leurs amis et les Syldaves qui donnent une grande fête en leur honneur à la villa Sprok.
C'est alors qu'arrive Bianca Castafiore qui s'empresse d'emmener dans une danse le capitaine Haddock.

## Fiche technique
- Réalisation : Raymond Leblanc
- Scénario : Greg, d'après les personnages de Hergé
- Adaptation : Eddie Lateste
- Musique : François Rauber
- Effets spéciaux : Eddie Lateste
- Société de production : Studios Belvision
- Société de distribution : Les Artistes associés
- Pays d'origine :  France,  Belgique
- Langue originale : français
- Format : couleurs - 1,33:1 - mono
- Genres : animation, aventure, comédie, science-fiction
- Durée :  76 minutes
- Date de sortie : 13 décembre 1972[2]

## Distribution

### Voix françaises
- Jacques Careuil : Tintin
- Claude Bertrand : le capitaine Haddock
- Henri Virlogeux : le professeur Tournesol
- Guy Piérauld : Dupont
- Paul Rieger : Dupond
- Serge Nadaud : Rastapopoulos
- Jacques Vinitzki : Niko
- Marie Vinitzki : Nouchka
- Micheline Dax : Bianca Castafiore
- Jacques Ciron : le directeur du musée
- Jacques Balutin : le gardien de nuit du musée
- Georges Atlas
- Nadine Basile
- Jean Berger
- Edmond Bernard
- Jacqueline Brasseur
- Pierre Collet : le commentateur à la télévision, le chauffeur-livreur apportant le sous-marin
- Jacques Ferrière : un bandit
- Georges Hubert
- Maurice Nasil : Igor Wagner
- Nathalie Nerval : Mme Vleck (la femme de ménage), une villageoise
- Alain Nobis : le commandant de police
- Michel Thomass : le bandit au talkie-walkie
- Nicolas Youmatoff

## Production
L'écriture du scénario revient à Greg, déjà auteur de la précédente adaptation Tintin et le Temple du Soleil , qui déclare à propos du film : 

« Le point de départ de ce film s’inspirait de la réalité : à l’époque, des villages entiers ont été immergés sans être détruits, pour la construction de barrages. Il y avait quelque chose de fantomatique dans ces villages engloutis où tout était resté en l’état, signalisation routière comprise… Tout le monde semblait trouver ça normal, mais moi, ça me fascinait. »

Sans adapter d'album précis, le scénario récupère toutefois différents éléments de la série d’Hergé : L'Oreille cassée (le vol de la perle dans un musée, remplacée par une copie, tout comme le fétiche arumbaya), Le Sceptre d'Ottokar (la rencontre de Tintin avec Bianca Castafiore sur une route syldave), Le Trésor de Rackham le Rouge (Haddock utilise le sous-marin à l'allure de requin inventé par le professeur Tournesol). Greg précise aussi que le scénario est en grande partie le remaniement d'un album des Aventures de Jo, Zette et Jocko (autre série de bande dessinée créée par Hergé), Le Manitoba ne répond plus, dans lequel les héros se retrouvent prisonniers d'un savant fou dans une cité sous-marine.
Malgré la qualité appréciable de l'animation pour l’époque, Hergé a exprimé quelques regrets à ce sujet. Il confia notamment à son secrétaire personnel Alain Baran qu'il avait imaginé le plan de la chute de l’avion dans le ravin comme celui de la chute du camion dans la scène finale du film Duel de Steven Spielberg.

## Sortie
La société de distribution américaine United Artists envisagea un temps une distribution du film sur le territoire américain, avant d'y renoncer.

## Autour du film
- Tintin et le Lac aux requins est le troisième long métrage d'animation adapté des Aventures de Tintin, le premier ayant été Le Crabe aux pinces d'or (1947) et le second Tintin et le Temple du Soleil (1969).
- Pour éviter les pièges de l'adaptation d'un album, le film se fonde sur un scénario original de Greg. L'histoire se déroule presque entièrement en Syldavie, pays imaginaire.
- Le milliardaire Laszlo Carreidas, personnage de l'album Vol 714 pour Sydney (sorti cinq ans auparavant), est visible dans l'aéroport au début du film.
- L'histoire se déroule probablement entre celles de Vol 714 pour Sydney et de Tintin et les Picaros car Tintin y porte des jeans et Haddock tolère encore l'alcool. Cependant la présence de Roberto Rastapopoulos placerait l'intrigue avant Vol 714, où il disparaît dans la soucoupe à la fin. Etant donné que Tintin et ses amis le croyaient mort entre Coke en stock et Vol 714, cela implique que Rastapopoulos s'est échappé de la soucoupe d'une manière inconnue.
- Le film a donné lieu en 1973 à la publication d'un album de bande dessinée, édité chez Casterman en-dehors de la série des Aventures de Tintin, qui reprend les celluloïds du dessin animé[3],[4]. Il mixe ainsi des photos et des dessins.